# PSA Building
El PSA Building es un rascacielos de 183 metros en Singapur. Construido en 1986, es la sede de PSA Internacional, empresa líder en el negocio de transporte mediante contenedores. 
El edificio es también la sede del ministerio de Transporte de Singapur, la Autoridad marítima y portuaria de Singapur (MPA), así como diversas oficinas de varias compañías en la industria naviera.

## Alexandra Retail Centre
Un centro de moda llamado Alexandra Retail Centre (ARC) ha sido creado para satisfacer la demanda de la torres de oficinas de centro comercial de conveniencia, y ocupa tres plantas de espacio comercial.

## Inquilinos
La oficina de representación de Taipéi en Singapur, la misión extranjera de la República de China (Taiwán), está localizada en el 23.º piso del edificio.